# Fernando Paternoster
Fernando Paternoster (ur. 24 maja 1903 w Pehuajó, zm. 6 czerwca 1967 w Buenos Aires) – argentyński piłkarz, obrońca. Srebrny medalista MŚ 30.
Wychowywał się w klubie Atlanta, następnie, w latach 1921–1926 grał w seniorskiej drużynie Atlanty. Przez pięć sezonów (1927–1932) występował w barwach Racingu. W 1936 epizodycznie grał w Argentinos Juniors.
Z Argentyną brał udział w igrzyskach w Amsterdamie (srebrny medal) i triumfował w Copa América 1929. W kadrze grał w latach 1928–1930, wystąpił w 10 meczach. Podczas MŚ 30 zagrał w czterech meczach.
Pracował jako trener, m.in. z reprezentacją Kolumbii.